# Antonio José Cavanilles
Antonio José Cavanilles, född 16 januari 1745, död 4 maj 1804, var den ledande spanska botanikern under 1700-talet. Han har namngivit många växter i synnerhet oceaniska sådana.
Cavanilles föddes i Valencia i Spanien. Från 1777 till 1781 bodde han i Paris där han var både präst och botaniker. Därifrån flyttade han till Madrid och blev föreståndare för den botaniska trädgården och professor i botanik från 1801–04. Han avled i Madrid 1804.
Han var den förste, som mera utförligt beskrev den pyreneiska halvöns flora, över vilken han utgav ett stort verk, Icones et descriptiones plantarum quae...in Hispania crescunt (6 band, 1791–1801).
Auktorsnamnet Cav. kan användas för Antonio José Cavanilles i samband med ett vetenskapligt namn inom botaniken; se Wikipediaartiklar som länkar till auktorsnamnet.